# Alessandro Criscuolo

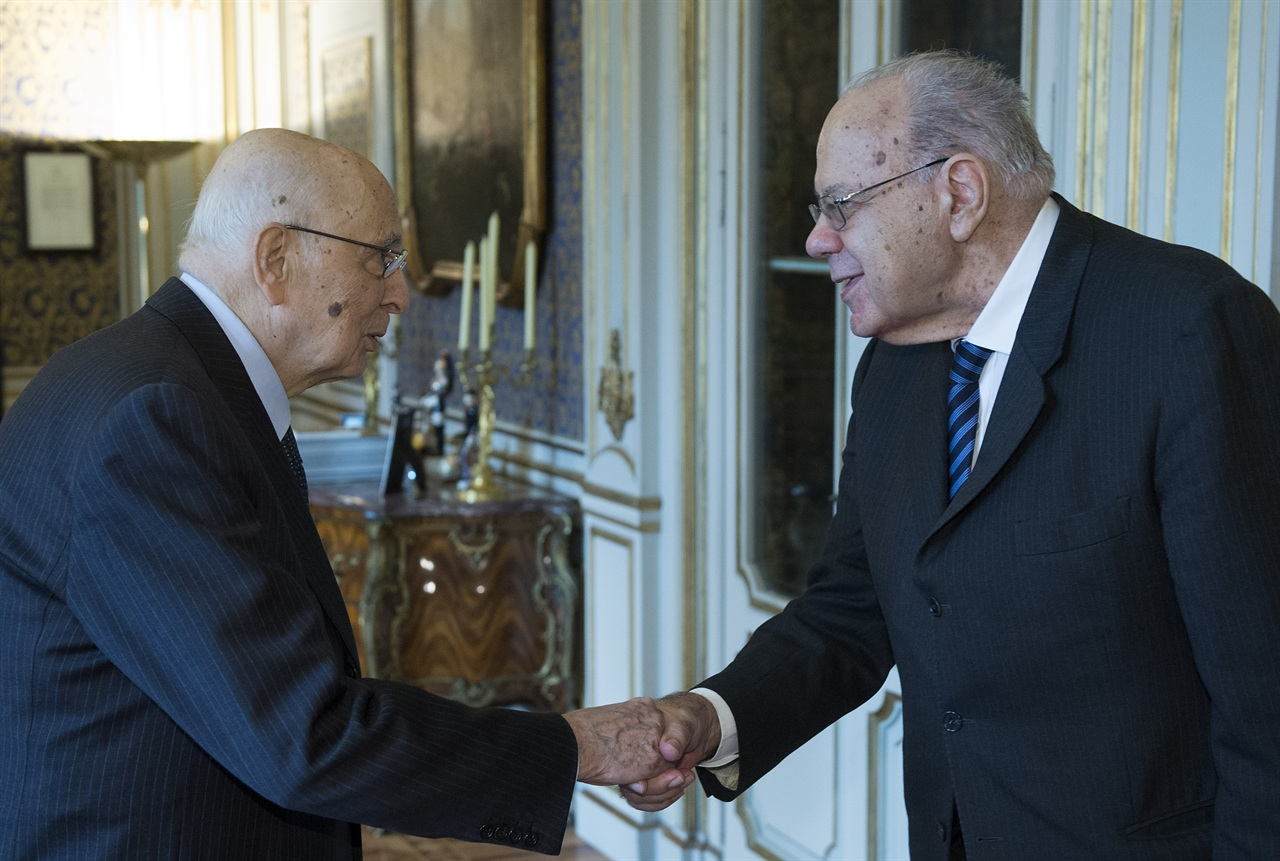
Alessandro Criscuolo (rechts) mit Giorgio Napolitano (links)

Alessandro Criscuolo (* 15. Juli 1937 in Neapel; † 10. März 2020 ebenda) war ein italienischer Verfassungsrichter. Am 12. November 2014 wurde er zum Präsidenten des italienischen Verfassungsgerichtes gewählt. Am 11. Februar 2016 hat Criscuolo seinen Rücktritt vom Präsidentenamt, nicht aber aus Verfassungsgericht selbst, angekündigt. Als Nachfolger wurde Paolo Grossi später gewählt.
Von 1984 bis 1988 war er Präsident der Associazione nazionale magistrati. 1990–1994 war Criscuolo gewähltes Mitglied im Obersten Rat der Gerichtsbarkeit und ab 10. November 2008 Träger des Verdienstordens der Italienischen Republik.